# Владимирський централ

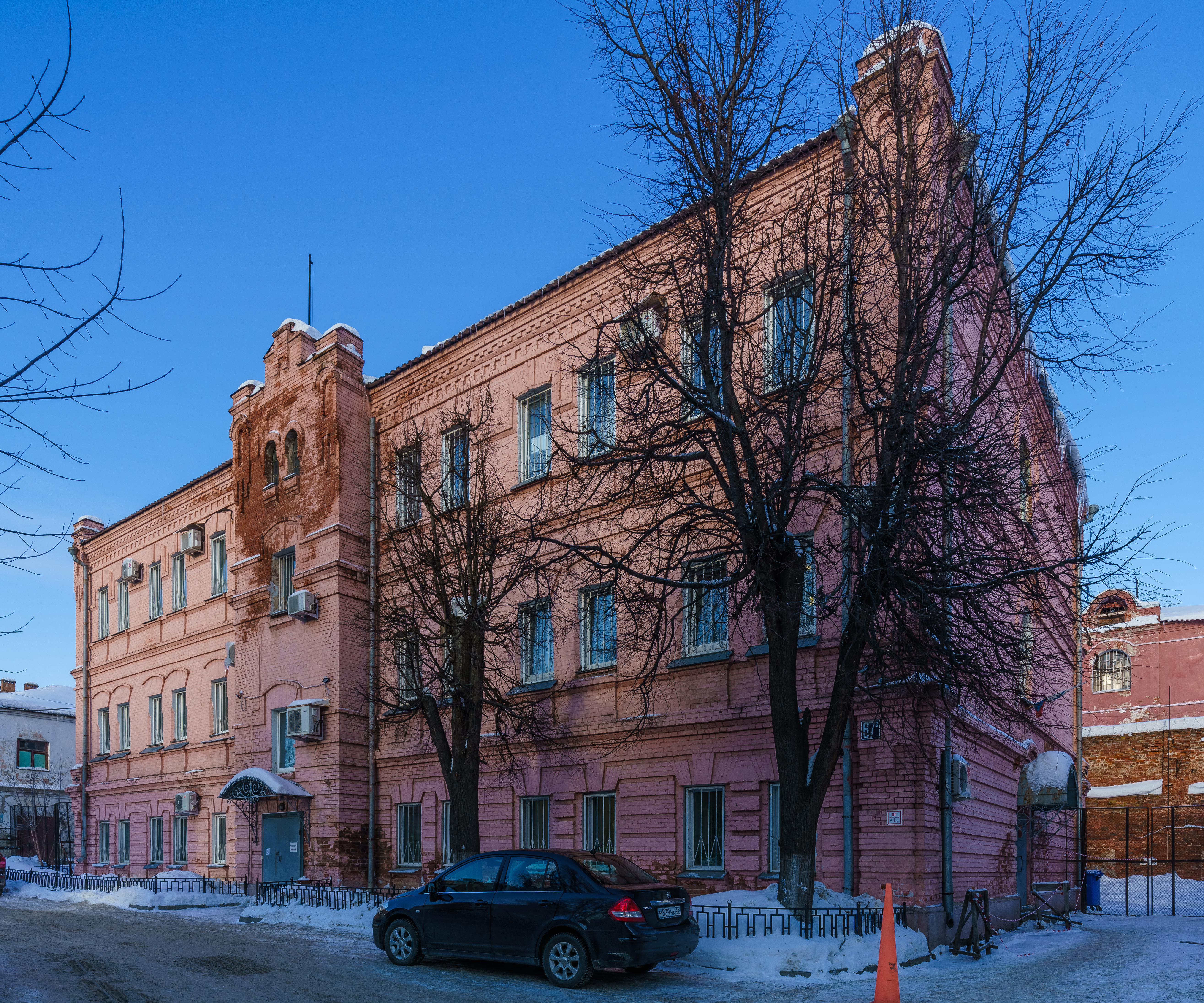
Будівля суду, за якою розташовані будівлі в'язниці

Владимирський централ — російська в'язниця для особливо небезпечних злочинців у місті Владимирі (установа ОД-1/Т-2), а також Слідчий ізолятор № 2  УФСІН Росії по  Владимирській області. Заснована в кінці XVIII ст..

## Історія
В'язниця була побудована за указом імператриці  Катерини II в 1783 . В 1906 стала називатися централом (центральною в'язницею). У ній містили політичних в'язнів. У будівлі пересильної в'язниці, побудованій в 1825, нині розташовано СІЗО № 1 Владимира.
На початку 1921 року Владимирський централ був перетворений на губернський ізолятор спеціального призначення — політізолятор.
Владимирська в'язниця входила в систему «особливих таборів і тюрем», організовану на основі постанови Ради Міністрів СРСР № 416–159 від 21 лютого 1948 «Про організацію таборів МВС із суворим режимом для утримання особливо небезпечних державних злочинців» для утримання засуджених до позбавлення волі шпигунів, диверсантів, терористів, троцькістів, меншовиків, есерів, анархістів, націоналістів, білоемігрантів і учасників інших антирадянських організацій, а також для утримання осіб, які становлять небезпеку за своїми антирадянськими зв'язками і ворожій діяльності.

## Відомі ув'язнені

### До революції 1917 року
- Андронников Володимир Миколайович — професійний революціонер
- Фрунзе Михайло Васильович — професійний революціонер

### У радянський час

#### Українські в'язні
- Осьмак Кирило Іванович — президент Української головної визвольної ради
- Шептицький Климентій Казимир — архімандрит Української греко-католицької церкви (1949–1951)
- Пришляк Євген Степанович — крайовий референт Служби безпеки ОУН-УПА Львівського краю, крайовий провідник ОУН Львівського проводу.
- Альфред Бізанц — австрійський та український військовий діяч, підполковник УГА та Армії УНР, очільник Військової Управи «Галичина», яка здійснила організаційні заходи по формуванню Дивізії «Галичина» (розстріляний в 1951).
- Олекса Тихий — український дисидент, правозахисник, педагог, мовознавець, член-засновник Української Гельсінської Групи (УГГ).
- Красівський Зеновій Михайлович — український поет, літератор, член Українського Національного Фронту (УНФ) та УГГ, останній Крайовий провідник ОУНР в радянській Україні (1968-1971).
- Сокульський Іван Григорович — український поет, літератор, один з авторів "Листа творчої молоді м. Дніпропетровська", член УГГ (1971).
- Сергій Єфремов - академік.

#### Номерні в'язні
Керівники прибалтійських держав:
- № 1 — Антанас Меркіс, прем'єр-міністр Литви,
- № 2 — Меркіс (Меркене) Марія Антонівна, дружина А. Меркіса,
- № 4 — Меркіс Гедемін Антонович, син А. Меркіса і М. Меркене,
- № 5 — Юозас Урбшис, міністр закордонних справ Литви,
- № 6 — Урбшис (Урбшене) Марія Францівна, дружина Ю. Урбшиса,
- № 7 — Мунтерс Вільгельм Миколайович, міністр закордонних справ Латвії,
- № 8 — Мунтерс Наталія Олександрівна, дружина В. Мунтерса,
- № 9 — Яніс Балодіс, заступник президента і військовий міністр Латвії,
- № 10 — Балодіс Ельвіра Юліївна, дружина Я. Балодіса,
- № 11 — Йохан Лайдонер, генерал, командувач естонською армією (30.04.1952 — помер у в'язниці 13 березня 1953),
- № 12 — Лайдонер Марія Антонівна, дружина Й. Лайдонера,
- № 30 — Александрас Стульгінскіс, син Доменіка, президент Литви,
- № 31 — Стасіс Шилінгас, син Адомаса, міністр юстиції, член Державної ради Литовської республіки,
- № 32 — Юозас Тонкунас, міністр освіти Литви.

Родичі Й. В. Сталіна:
- № 22 — Аллілуєва Євгенія Олександрівна, дружина Аллілуєва П. С. (брата дружини Сталіна Надії Аллілуєвої),
- № 23 — Аллілуєва Ганна Сергіївна, сестра дружини Сталіна Надії Аллілуєвої.

#### Діячі національних республік
- Алі-заде Саїд Ризо — діяч таджицької культури
- Гогоберідзе Симон — грузинський соціал-демократ
- Дубін Мордехай — голова єврейської громади Латвії до 1940 року
- Кукобака Михайло Гнатович — білоруський дисидент і правозахисник
- Курбангалієв Мухаммед-Габдулхай — башкирський національний діяч і духовний лідер
- Нжде Гарегін — вірменський військовий і державний діяч (з 24 квітня 1948 року по 1952 і в 1953–1955 роках; помер у Володимирському централі 21 грудня 1955)

#### Іноземні громадяни
- Янош Кадар — угорський партійний і державний діяч [3]
- Пауерс Френсіс Гері — американський військовий льотчик (1960–1963)
- Жак Россі — радянський розвідник, французький історик [4]
- Янковський Ян Станіслав — видатний представник польського Опору під час Другої світової війни, помер в ув'язненні

##### ВоєначальникиТретього райху
- Максиміліан де Ангеліс — генерал артилерії, командувач  2-ї танкової армії
- Адольф Гайнц Беккерле — посол Німеччини в Болгарії
- Франц Бентівеньї — начальник військової контррозвідки «Абвер»
- Гельмут Вайдлінг — останній комендант Берліна
- Гюнтер Гузе — адмірал
- Евальд фон Кляйст — фельдмаршал (помер у в'язниці в 1954 році)
- Ернст Краффт — контр-адмірал
- Йоганн Раттенгубер — начальник особистої охорони Адольфа Гітлера
- Ганс-Еріх Фосс — віце-адмірал
- Фердинанд Шернер — фельдмаршал

##### Японські військовополоненіКвантунської армії
- Сюн Акікуса — генерал-майор японської армії, начальник військової місії у м. Харбіні
- Сігеру Майно — заступник міністра юстиції Маньчжоу-Го (Маньчжурської держави)
- І Джі Юй — генерал-лейтенант японської армії, начальник штабу «Кіо-Ва-Кай», керівник релігійної громади «Червона свастика»

#### Інші відомі в'язні
- Андрєєв Данило Леонідович — письменник і філософ
- Бабушкін Василь Степанович — відомий кримінальний злочинець
- Бігун Йосип Зісселевич — правозахисник
- Бородін Леонід Іванович — письменник
- Буковський Володимир Костянтинович — правозахисник
- Давидов Єгор Валентинович — правозахисник
- Долгоруков Петро Дмитрович — політичний і громадський діяч, князь
- Крюков Володимир Вікторович — генерал-лейтенант
- Любарський  Кронід Аркадійович — правозахисник
- Ляндрес  Семен Олександрович — журналіст (1942)
- Майрановський Григорій Мойсейович — керівник токсикологічної лабораторії НКВД — МГБ
- Мамула Степан Соломонович — заступник міністра внутрішніх справ СРСР
- Меньшагін Борис Георгійович — бургомістр Смоленська і Бобруйська під час німецької окупації
- Парін Василь Васильович — академік
- Раков Лев Львович — історик, мистецтвознавець, музейний працівник, драматург
- Романов Олександр Іванович — радянський дисидент
- Русланова Лідія Андріївна — співачка (1950–1953)
- Сталін Василь Йосипович — генерал-лейтенант авіації (1956–1958)
- Судоплатов Павло Анатолійович — генерал-лейтенант КДБ — НКВД (1958–1968)
- Суперфін Габріель Гаврилович — правозахисник
- Федорова Зоя Олексіївна — актриса
- Хадеєв Кім Іванович — філософ
- Шамаєв Борис Олександрович — голова страйкового комітету в 3-й зоні Горлага.
- Шульгін Василь Віталійович — політичний і громадський діяч
- Щаранський Натан — правозахисник
- Ейтінгон Наум Ісаакович — генерал-майор НКВС

## Сучасна ситуація
Назва «Владимирський централ» стала відома багатьом завдяки пісням «Еврейский арестант» і «Владимирский централ» виконавця російського шансону Михайла Круга.
У 1996 році на території в'язниці створено музей, матеріали для якого надані Владимиро-Суздальським музеєм-заповідником.

## Бібліотека Владимирського централу
Владимирський централ був не тільки камерами для ув'язнених. Керівництво зробило його ще й тюрмою для книг. Саме сюди звозили приватні бібліотеки, незаконно вилучені з майна арештованих. Враховуючи високий рівень освіти багатьох арештантів і їх колишні посади, приватні бібліотеки (серед них і на іноземних мовах) вважались такими ж небезпечними для Кремля, як і самі арештанти. Тому книги фактично були такими ж арештантами, як і живі люди.